# Anacoluthes
Hommage à Olivier Messiaen
Anacoluthes, sous-titrée Hommage à Olivier Messiaen, est une œuvre de musique de chambre de la compositrice française Michèle Reverdy écrite en 2008.

## Contexte et création
Michèle Reverdy compose Anacoluthes en 2008. C'est une commande de la Fundacion BBK pour le Laboratorio de interpretacion musical (LIM). L'œuvre est créée le 24 août 2008 au Festival de Santander par le LIM. L'œuvre est écrite pour flûte (en ut, basse et piccolo), hautbois, clarinette, piano, violon, alto et violoncelle. La durée d'interprétation est d'environ douze minutes.